# Philippe Squarzoni
 (août 2016).
Si vous disposez d'ouvrages ou d'articles de référence ou si vous connaissez des sites web de qualité traitant du thème abordé ici, merci de compléter l'article en donnant les références utiles à sa vérifiabilité et en les liant à la section « Notes et références ».
Philippe Squarzoni, né le 28 mai 1971, est un auteur (scénariste et dessinateur) lyonnais de bande dessinée.

## Biographie
Après une enfance passée dans l'Ardèche, puis à La Réunion, il s'installe à Lyon pour suivre des études de lettres. Entre 1994 et 1996, durant la guerre dans l'ex-Yougoslavie, il se rend plusieurs fois en Croatie comme volontaire dans un projet de résolution du conflit. Il se rend ensuite au Mexique dans une communauté zapatiste du Chiapas. Il y retourne en 2001 pour suivre la marche zapatiste sur Mexico. En 2003, il effectue un voyage en Israël et en Palestine, qui est à l'origine de son album Torture blanche consacré à la question des territoires occupés.
Dans certains de ses livres, il agrémente ses dessins de photographies célèbres.
Il a été membre de l'association ATTAC.

## Publications
- 1997 : Le très jeune âge des chiens, Les 7 piliers, Villeurbanne (publié sous le pseudonyme Philou) ;
- 1998 : Year 506, Les 7 piliers, Villeurbanne (publié sous le pseudonyme Philou) ;
- 1998 : sansnom, Les 7 piliers, Villeurbanne (publié sous le pseudonyme Philou) ;
- 2002 : Garduno, en temps de paix, Les Requins Marteaux, Albi ;
- 2003 : Zapata, en temps de guerre, Les Requins Marteaux, Albi[2] ;
- 2003 : Portrait inédit de Arthur Cravan, Le 9ème monde, Paris ;
- 2004 : Torture blanche[3], Les Requins Marteaux, Albi ;
- 2004 : Portrait inconnu de John Hume Ross, Le 9ème monde, Paris ;
- 2004 : Neaud/Squarzoni/Mussat, participation (trois pages), Ego comme X / La Maison des Auteurs, Angoulême, album hors commerce en collaboration avec Xavier Mussat et Fabrice Neaud ;
- 2005 : Crash text, scénario de Ponchart Grégory, Les Requins Marteaux, Albi ;
- 2005 : Drancy - Berlin - Oswiecim, scénario de Ponchart Grégory, Les Requins Marteaux, Albi ;
- 2007 : Dol, Les Requins Marteaux, Albi,  (ISBN 9782849610688) ;
- 2008 : Un après-midi un peu couvert, Delcourt, Paris,  (ISBN 9782756011028) ;
- 2008 : Les mots de Louise, Les Requins Marteaux, Albi ;
- 2008 : Portrait en pin, en sucre de pastèque et en pierres, de Richard Brautigan, Les Rêveurs, Montreuil.  (ISBN 2-912-747-40-6)
- 2012 : Saison Brune, Delcourt, Paris,  (ISBN 9782756018089) ; synthèse des connaissances sur le réchauffement climatique, assorti de réflexions sur les réactions possibles de l'Humanité;
- 2014 : Mongo est un troll, Delcourt, Paris.  (ISBN 9782756037707)
- 2016 : Homicide, une année dans les rues de Baltimore[4] 01, Delcourt, Paris  (ISBN 978-2-7560-4217-6), adaptation de Baltimore de David Simon.
- 2022 : Saison Brune 2.0 (Nos empreintes digitales), Delcourt, Paris  (ISBN 9782413040323) : réflexion sur la place croissante des technologies numériques dans nos vies et sur leur impact environnemental[5].
- 2024 : Zone critique, scénario de Bruno Latour et Philippe Squarzoni, Collection Découverte, Delcourt, Paris  (ISBN 9782413076995)

## Récompenses
- 2002 : Garduno, en temps de paix - nommé pour le prix du scénario au festival d'Angoulême 2003.
- 2012 : Saison Brune - Prix Léon de Rosen par l'Académie française pour sa contribution à la compréhension et à la diffusion des valeurs que recouvre la notion de respect de l'environnement[6].
- 2012 - Saison Brune -  Prix du Jury du Festival de Lyon BD 2012[6].